# Ulster Hall
Ulster Hall (с англ. — «Ольстер-холл») — концертный зал, расположенный в центре Белфаста на Бедфорд-стрит, ныне являющийся памятником архитектуры. В здании проводятся концерты эстрадных исполнителей, а также выступления ансамблей классической музыки, ярмарки ремёсел и конференции политических партий.

## История
Здание было построено в 1859 году по проекту архитектора Дж. Барре (также ответственного за создание Мемориальных часов Альберта) по заказу компании «Ulster Hall Company». Торжественное открытие состоялось в 1862 году, первоначальная функция зала заключалась в предоставление многоцелевого помещения крупных размеров под нужды расширяющегося города.

В день открытия, 12 мая 1862 года, местная пресса описала зал следующим образом: 
возвыщающееся непревзойденно и почти не имеющий себе равных, как здание для исполнения музыкальных произведений … зал имеет большой и несомненный успех, и публика, равно как и его владельцы, могут почувствовать высшее удовлетворение от результата, одновременно столь приятного и столь редкого. (The Belfast News Letter, 1862).
мюзик-холл, подходящий для постановки любого музыкального произведения и для приема любого артиста, даже именитого. (The Northern Whig, 14 мая 1862).
В 1902 году концертный зал был выкуплен Городским советом Белфаста (в то время именуемым Белфастской корпорацией) за 13 500 фунтов стерлингов, и с тех пор используется в качестве общественного заведения. Во время Второй мировой войны он был переделан под танцевальный зал для развлечения американских солдат, дислоцированных в Северной Ирландии.

## Mulholland Grand Organ
В Ольстер-холле расположен один из старейших образцов действующего классического английского орга́на. Большой орган Малхолланда (англ. Mulholland Grand Organ) назван в честь бывшего мэра Белфаста Эндрю Малхолланда, который в 1860-х годах пожертвовал залу 3000 фунтов стерлингов на его покупку. Инструмент был сделан под заказ компанией William Hill & Son и передан в дар городу после официального открытия зала. В конце 1970-х годов орган был полностью восстановлен по собственному оригинальному дизайну William Hill & Son. Правнук Маллхолланда, Генри Малхолланд, 4-го барон Данлита, курировал его реставрацию.

## Картины Джозефа Уильяма Кэри
В 1902 году городской совет Белфаста поручил местному художнику Джозефу Уильяму Кэри изобразить на холсте тринадцать сцен из истории Белфаста, для последующей установки в Ольстер-холле. Сцены изображают город и его окрестности с историческими и мифологическими влияниями.
Впоследствии картины восстанавливались дважды: в 1989 и 2009 годах компаниями Kiffy Stainer-Hutchins & Co. и King’s Lynn соответственно.

## Знаменательные выступления

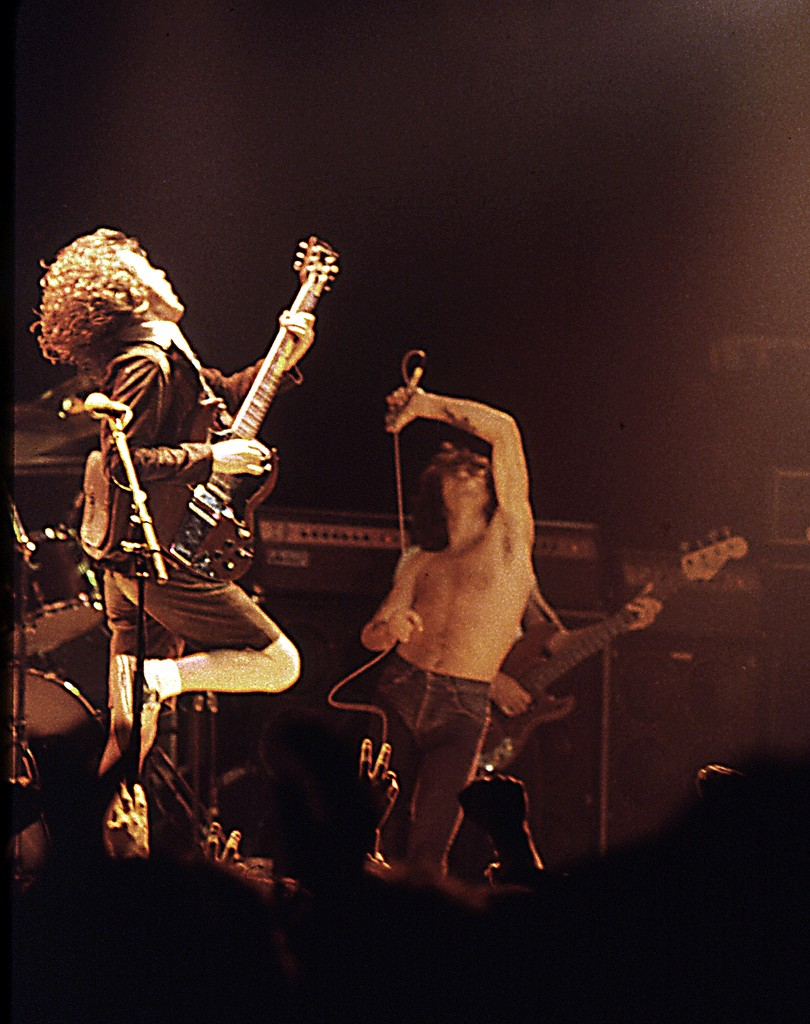
Выступление группы AC/DC в 1979 году с вокалистом Боном Скоттом, трагически погибшим годом позже

История мюзик-холла включает различные культурные проекты, в том числе чтения своих произведений Чарльзом Диккенсом, выступления актёрских трупп, поп-музыкантов, оперных певцов, а также рок-исполнителей.
- В июле 1964 года в этом зале состоялось выступление группы The Rolling Stones. Музыкантам удалось сыграть только 3 песни, прежде чем концерт был отменен из-за истеричных фанаток, заглушающих концерт своими криками.
- В Ольстер-холле группа Led Zeppelin впервые исполнила перед публикой свою культовую песню «Stairway to Heaven» — 5 марта 1971 года[3].
- Рори Галлахер неоднократно выступал в Ольстер-холле на протяжении своей карьеры. Особенно в разгар Смуты в 1974 году.
- Австралийская рок-группа AC/DC выступила в Ольстер-холле в 1979 году[10].
- Гитарист Гэри Мур выступил в Ольстер-холле в 1984 году, с Филом Лайноттом в качестве специального гостя, мероприятие было снято и включено в концертную запись музыканта Emerald Aisles Live in Ireland.
- Американская группа Metallica выступала в этом зале в сентябре 1986 года с группой Anthrax на разогреве, незадолго до трагической смерти басиста Клиффа Бёртона.
- Группа Slayer выступала в Ольстер-холле в сентябре 1988 года. В 1994 группа начала здесь своё европейское турне Divine Intervention при поддержке Machine Head.
- Simple Minds выступили в Ольстер Холле 26 сентября 1989 года в рамках своего тура Street Fighting Years Tour.
- Трибьют-группа Whole Lotta Led исполнила здесь весь альбом Led Zeppelin IV 10 февраля 2002 года, в рамках своего турне Led Zeppelin IV 30th Anniversary.
- В 2012 году группа Machine Head отыграла в Ольстер-холле сольный концерт. Их первое выступление за пределами США состоялось в том же зале на разогреве у Slayer в 1994 году.
- Muse выступили в зале 15 марта 2015 года в первом из череды небольших шоу, получивших название Psycho UK Tour.
- В 2016 году ведущий вокалист Westlife Шейн Файлан выступил в зале во время своего концертного тура в поддержку своего сольного альбома Right Here (2015).
- 14 января 2019 года в Ольстер-холле состоялся концерт американской метал-группы Mastodon.

## В популярной культуре
- Ольстер-холл служил одиннадцатым «пит-стопом» в 22-м сезоне телепередачи The Amazing Race[англ.][11].